# Lobos (partido)
Partido de Lobos (Partido de Lobos) is een partido in de Argentijnse provincie Buenos Aires. Het bestuurlijke gebied telt 33.004 inwoners.

## Plaatsen in partido Lobos
- Antonio Carboni
- Elvira
- Empalme Lobos
- José Santos Arévalo
- Laguna de Lobos
- Las Chacras
- Lobos
- Salvador María
- Zapiola